# Jestřábník savojský
Jestřábník savojský (Hieracium sabaudum) je vysoká, žlutě kvetoucí, volně rostoucí bylina. Je pro něj, stejně jako pro celý rod jestřábník, charakteristická značná morfologická proměnlivost, jen na území střední a jihovýchodní Evropy je rozpoznáno na 34 jeho poddruhů. Při širším pojetí s. l. rodu jestřábník (s dvěma podrody) spadá jestřábník savojský mezi tzv. "pravé jestřábníky" do podrodu Hieracium.

## Výskyt
Tento druh jestřábníku roste hojně ve světlých listnatých a borových lesích, křovinách a kamenitých stráních po celé Evropě, od Britských ostrovů a Pyrenejí až na východ k Uralu. Byl zavlečen do Severní Ameriky a na Nový Zéland.
Nejobvyklejším stanovištěm jestřábníku savojského jsou světlé lesy, jejich paseky a lemy, vřesoviště, pastviny a překvapivě často i lidskou činnosti narušená místa jako jsou lomy, pískovny, okraje cest i železničních tratí. Protože je rostlinou málo agresivní a nedokáže dobře vzdorovat druhům silně se rozrůstajícím volí půdy chudé na živiny a ty které jsou po většinu roku sušší a jen občas zavlhlé.
Na území České republiky se nachází hojně, vzácnější je pouze v oreofytiku. Podle "Florabase.cz" se jestřábník savojský v ČR vyskytuje:

## Popis
Vytrvalá rostlina s hustě olistěnou, pevnou a přímou, podélně rýhovanou lodyhou, vysokou průměrně 50 až 100 cm, která roste z podzemního přezimujícího pupenu na krátkém, šikmém oddenku s tenkými podzemními výběžky. Lodyha je bez přízemní listové růžice a porůstá jednoduchými i hvězdicovitými chlupy.
Střídavě vyrůstajících 12 až 20 na okraji nepodvinutých listů velkých 30 až 80 × 10 až 25 mm je na lodyze v pravidelných odstupech nebo jsou ve spodní části mírně nahloučeny; směrem nahoru se jejich velikost postupně zmenšuje. Čepele tuhých lodyžních listů jsou po obvodě celokrajné nebo mnohem častěji mělce zubaté a brvité, na líci lysé a tmavě zelené, na rubu s jednotlivými chlupy a sivě zelené. Listy ve spodní části lodyhy jsou s řapíky a mají tvar eliptický až kopinatý, střední listy jsou zúženou bázi přisedlé a kopinaté, horní jsou v dolní části zubaté, širší bázi přisedlé až téměř objímavé a tvaru kopinatého až široce kopinatého, na vrcholech jsou zašpičatělé. Spodní listy na lodyze za květu zasychají.
Vrcholíkové květenství (lata)s oddálenými dolními větvemi je složené z 25 až 30 úborů nahloučených v horní části lodyhy. stopky úborů s 40 až 60 květy mají husté hvězdicovité a ojediněle jednoduché chlupy nebo stopkaté žlázky a nejvýše 5 listenů. Stopka středního úboru bývá dlouhá 1 až 2,5 cm. Listeny zvonkovitého zákrovu jsou asi 7 mm dlouhé, jsou úzké, tupé, střechovitě uspořádané, černozelené až černé, nazpět neohnuté, většinou lysé nebo vzácně s ojedinělými jednoduchými chlupy a stopkatými žlázkami, květní lůžko je zřetelně plevkaté.
Oboupohlavné souměrné žluté jazykovité květy jsou obvykle 5zubé, jejich liguly dlouhé asi 15 mm jsou na vrcholu lysé. V květu je 5 tyčinek přirostlých ke korunní trubce, prašníky jsou společně srostlé do trubičky, jednopouzdrý semeník má pestík s dlouhou čnělkou světlé barvy rozvětvenou ve dvě blizny. Rostlina vykvétá v srpnu až říjnu. Ploidie 2n = 18, 27, 26.
Nažky jsou 2,5 až 5 mm dlouhé, nahoře uťaté, tmavě hnědé až černé, ověnčené krátkým jednoduchým chmýrem, rozšiřují se hlavně anemochorně nebo příležitostně zoochorně.

## Přizpůsobivost
V minulosti byl introdukován mj. i do Spojených států kde mu v některých oblastech místní podmínky velmi svědčí. Např. ve státě Washington se rozšířil natolik, že je zařazen mezi nejnebezpečnější plevele a je sváděn zápas o jeho plné vyhubení. Majitelé pozemků jsou tam zodpovědní za okamžitou likvidaci této rostlin včetně vykopání a zničení oddenků.

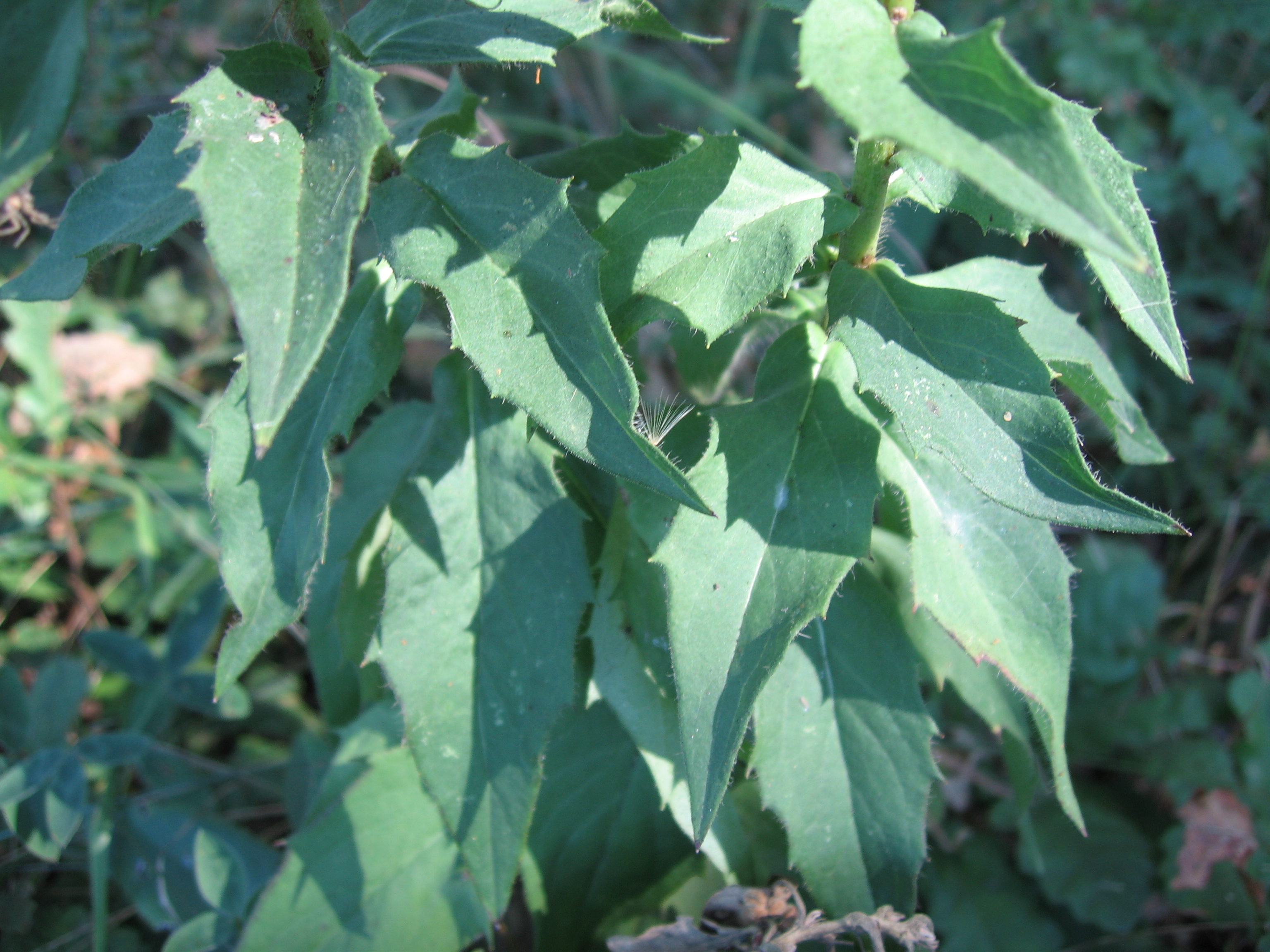
Listy
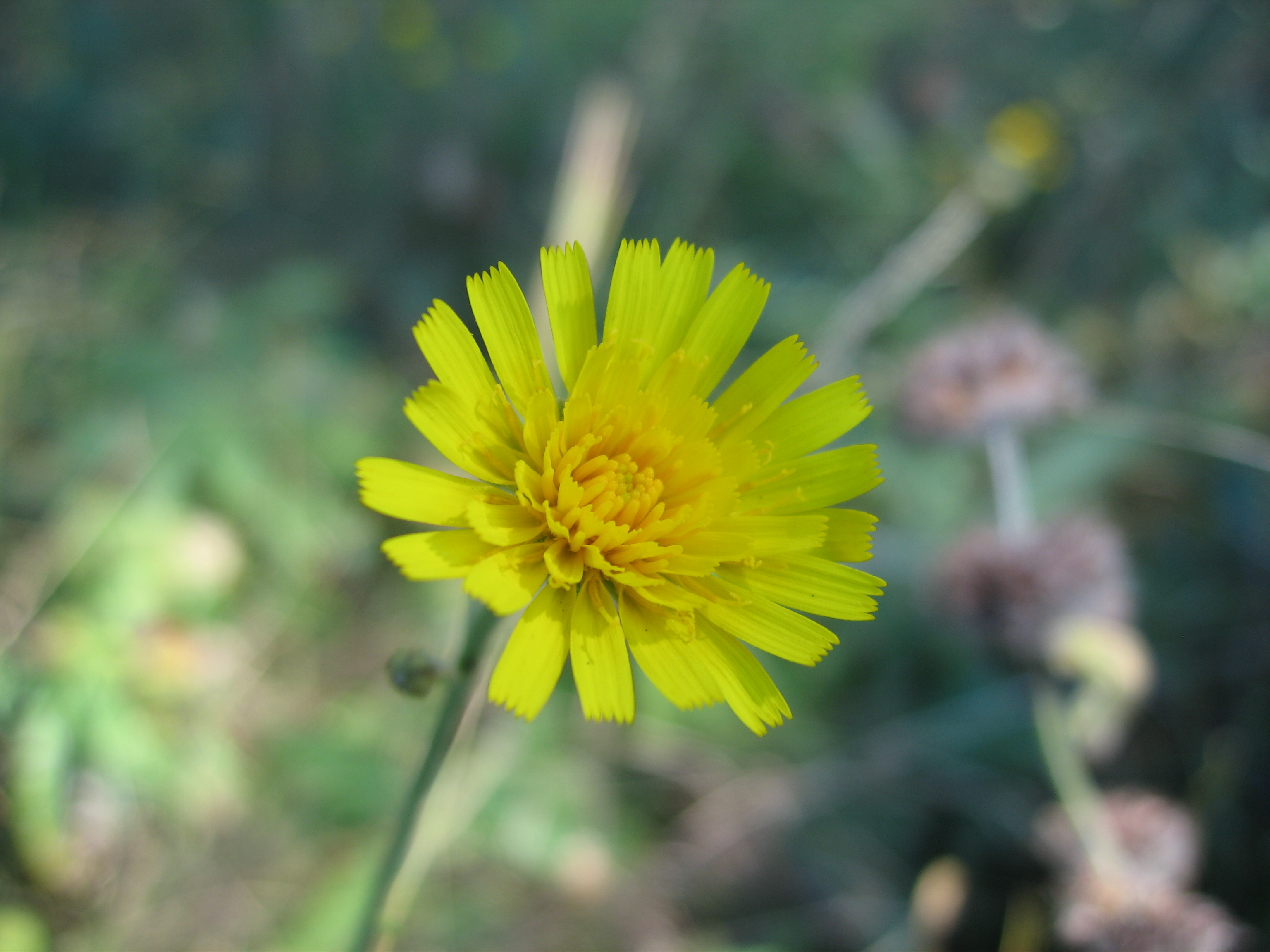
Úbor